# 段茂澜
段茂澜（1899年9月27日—1980年2月26日），字观海，安徽合肥人，出生于山东济南，中华民国外交官，精通英、法、德、俄、日、西班牙等多国语言。

## 生平
段茂澜早年曾就读于济南德文学堂、天津南开中学、清华大学等校。毕业后赴美国留学，获纽约大学文学士、哥伦比亚大学哲学博士学位。其后又前往法国，在巴黎大学等地进修。1925年，在其族叔段祺瑞引荐下随徐树铮一同赴欧、美、日等多国考察。1928年回国，任天津电话局局长，同时在南开大学任教。1935年进入外交部工作，历任秘书、交际科科长、美洲司司长等。1941年赴澳大利亚任驻澳公使馆参事、驻悉尼总领事。1945年任驻马尼拉总领事。次年出任驻英国大使馆公使衔参事。1949年任驻法国公使、代办。1956年至1959年间任中華民國駐巴拿馬大使。其后出任中华民国驻菲律宾大使。1964年返台，任外交部顾问。次年起再度出使，先后担任中华民国驻科特迪瓦大使、驻阿根廷大使。1971年回台后再次担任外交部顾问。1973年起，在外交领事人员讲习所、淡江文理学院、中国文化学院、东吴大学等校任教。1980年在台北逝世。